# Première circonscription de la préfecture de Shimane
La première circonscription de la préfecture de Shimane (島根県第1区, Shimane-ken dai-ikku) est l'une des deux circonscriptions législatives que compte la préfecture de Shimane au Japon.

## Description géographique
Entre 1994 et 2002, la première circonscription de la préfecture de Shimane regroupait les villes de Matsue et Yasugi, les districts de Nogi (ja) et Oki et une partie du district de Yatsuka (ja) comprenant les bourgs de Kashima (ja), Shimane (ja), Mihonoseki (ja), Higashiizumo (ja) et Yatsuka (ja) et le village de Yakumo (ja).
Entre 2002 et 2013, elle comprenait les villes de Matsue, Yasugi et Hirata (ja) et les districts de Yatsuka, Nogi, Nita, Ōhara (ja) et Oki.
Entre 2013 et 2022, elle réunissait les villes de Matsue et Yasugi, une partie des villes d'Izumo et Unnan et les districts de Nita et Oki.
Depuis 2022, elle comprend les villes de Matsue, Yasugi et Unnan et les districts de Nita, Iishi et Oki.

## Députés
| Législature | Début de mandat | Fin de mandat | Député élu      | Parti politique | Parti politique |
| ----------- | --------------- | ------------- | --------------- | --------------- | --------------- |
| 41e         | 1996            | 2000          | Hiroyuki Hosoda |                 | PLD             |
| 42e         | 2000            | 2003          | Hiroyuki Hosoda |                 | PLD             |
| 43e         | 2003            | 2005          | Hiroyuki Hosoda |                 | PLD             |
| 44e         | 2005            | 2009          | Hiroyuki Hosoda |                 | PLD             |
| 45e         | 2009            | 2012          | Hiroyuki Hosoda |                 | PLD             |
| 46e         | 2012            | 2014          | Hiroyuki Hosoda |                 | PLD             |
| 47e         | 2014            | 2017          | Hiroyuki Hosoda |                 | PLD             |
| 48e         | 2017            | 2021          | Hiroyuki Hosoda |                 | PLD             |
| 49e         | 2021            | 2023          | Hiroyuki Hosoda |                 | PLD             |
| 49e         | 2024            | 2024          | Akiko Kamei     |                 | PDC             |
| 50e         | 2024            | -             | Akiko Kamei     |                 | PDC             |